# Sh2-239
Sh2-239, ou LDN 1551, est une nébuleuse située à environ 450 années-lumière de la Terre dans la constellation du Taureau. Sa composition est complexe, comprenant un mélange de région HII, de nébuleuse en émission, de nébuleuse obscure et d'objet Herbig-Haro.
Elle se situe dans la partie centrale de la constellation, à peu près à mi-chemin entre les étoiles brillantes Aldebaran (α Tauri) et ε Tauri, en direction de l'amas ouvert des Hyades. Sa déclinaison est modérément septentrionale, ce qui signifie qu'elle peut être facilement observée depuis les deux hémisphères, bien que les observateurs de l'hémisphère nord aient un plus grand avantage. La période où elle atteint sa plus haute élévation au-dessus de l'horizon se situe entre octobre et février.
On a d'abord pensé qu'il s'agissait d'une nébuleuse par réflexion, une partie éclairée de la nébuleuse obscure LDN 1551. On a ensuite reconnu qu'il s'agissait d'un nuage de gaz ionisé, appartenant à la classe des objets HH, catalogués sous le nom de HH 102. [La distance de l'objet est estimée à environ 139 pc (∼453 al) et il est situé en face du nuage moléculaire 1 du Taureau, l'une des régions de formation d'étoiles de faible masse les plus proches du système solaire. Bien qu'il semble être associé aux Hyades, les deux objets ne sont pas physiquement liés, car les Hyades sont situées au premier plan, à seulement 151 années-lumière du Soleil.
La nébuleuse est associée au nuage obscur LDN 1551, l'une des régions de formation d'étoiles de faible masse les plus proches. Elle a une masse d'environ 40 M☉ et contient une douzaine d'étoiles de la pré-séquence principale, dont certaines ont des jets qui déversent de la matière dans le milieu interstellaire environnant. Un certain nombre de sources de rayonnement infrarouge ont été découvertes dans le nuage, dont la plus brillante est connue sous le nom de L1551 IRS 5. Cette source a un éclat d'environ 40 L☉, est située profondément dans le nuage et correspondrait à une proto-étoile binaire, dont les composantes sont séparées d'environ 40 UA. À cette source est associé un objet HH connu sous le nom de HH 154, de nature bipolaire, ainsi qu'un grand nombre d'ondes de choc, dont certaines sont également presque cataloguées comme objets HH, notamment HH 28, 29, 258, 259, 262 et 286. D'autres objets stellaires jeunes proches, parmi lesquels les étoiles T Tauri HL et HZ Tau, fournissent de l'énergie à d'autres jets, tels que HH 30.